# Andrej Kozyrev
Andrej Vladimirovitj Kozyrev (ryska: Андрей Владимирович Козырев), född 27 mars 1951 i Bryssel, Belgien, är en rysk diplomat och politiker. Han var Rysslands utrikesminister mellan 1990 och 1996.

## Biografi
Kozyrev föddes i Bryssel, där fadern tjänstgjorde som ingenjör. Mellan 1969 och 1974 studerade han vid Moskvas statliga institut för internationella relationer, och från 1978 tjänstgjorde han i det sovjetiska utrikesministeriet. Han ingick i president Boris Jeltsins inre krets från 1990, och utsågs i oktober det året till utrikesminister i Ryska SFSR; efter Sovjetunionens upplösning i december 1991 fortsatte han som Ryska federationens förste utrikesminister. Kozyrev ansågs allmänt vara västorienterad; han fick kritik från bland annat ledamöter i ryska duman för att vara alltför undfallande mot väst, och inte i tillräcklig utsträckning försvara ryska intressen mot Nato och USA under de Jugoslaviska krigen och Kuwaitkriget. Han avgick från utrikesministerposten 1996, och ersattes av den sedermera premiärministern Jevgenij Primakov.